# Heinrich Teweles

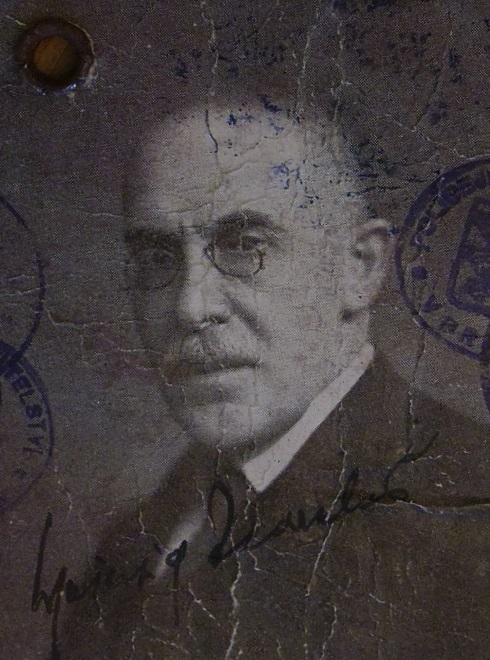
Heinrich Teweles, ca. 1920

Heinrich Teweles (* 13. November 1856 in Prag, Böhmen, Kaisertum Österreich; † 9. August 1927 in Reichenau an der Rax, Österreich) war ein böhmisch-österreichischer Bühnendichter, Sachbuchautor, Essayist, Theaterkritiker, Chefredakteur und Theaterleiter.

## Leben
Heinrich Teweles ist eines von acht Kindern von Moritz Teweles und Rosie Wahle. Er besuchte in seiner Geburtsstadt Prag das Gymnasium. An der Prager Deutschen Universität schrieb er sich zum Jurastudium ein. Während seines Studiums war er ein Verfechter des Prager Deutschtums. Mehr noch als Jura und Politik widmete er sich seinem Schreibtalent. So landete er zunächst, 1876, als Journalist bei David Kuhs Tagesboten aus Böhmen, der nach des Herausgebers Tod in die Wochenschrift Montagsrevue aus Böhmen umgewandelt wurde. Als Angelo Neumann 1887 das Königliche Deutsche Landestheater Prag ins Leben rief, brauchte er dafür Personal. Er holte sich Teweles als Dramaturg und gab am 5. Januar 1888 die erste Vorstellung. Teweles blieb bis 1900 dort. In dieser Zeit machte Teweles Bekanntschaft mit einigen Theaterschaffenden, mit denen er später eng verbunden blieb, zum Beispiel mit dem dort bis 1901 als Schauspieler und Oberregisseur angestellten Alfred Reucker. Teweles ging zurück zur Zeitung, diesmal als Redakteur zur deutschsprachigen Bohemia, für die er zwischendurch immer wieder mal Beiträge verfasst hatte. Bald bot sich ihm die Gelegenheit, Chefredakteur beim Prager Tagblatt zu werden. Hier nahm er sich vor allem des Bühnengeschehens an und verfasste regelmäßig Theaterkritiken.
Ende 1910 verließ er das Tagblatt, weil Angelo Neumann gestorben war und seine Witwe ihn gerne als dessen Nachfolger sehen wollte. Durch sein verantwortungsvolles Betätigungsfeld verschaffte er sich Reputation über die Stadtgrenzen hinaus, bürdete sich aber auch Widrigkeiten auf, denn eine neue Attraktion namens Lichtspielhaus konkurrierte plötzlich um die Besuchergunst. Darüber hinaus wehrte er sich im Mai 1914 vehement gegen die Verpflichtung seitens des Präsidiums des Deutschen Bühnenvereins die von Karl Scheidemantel angefertigte Bearbeitung des Don Juan zu erwerben und aufzuführen. Schließlich waren die schwierigen Kriegsjahre zu überstehen. Inmitten dieser Zeitspanne, 1916, gründete er nach dem Vorbild Max Reinhardts in Berlin die „Prager Kammerspiele“ für anspruchsvolles, modernes Theater, jedoch nicht am Deutschen Theater, wo das Publikum nicht offen dafür war, sondern im Ständetheater. Im Herbst 1918 gab er die Direktion an Leopold Kramer ab. Seine ganze Energie und Konzentration richtete er fortan auf die Schriftstellerei. Er schrieb auch wieder für Bohemia, außerdem kam die Neue Freie Presse als Auftraggeber hinzu.
Bekannt geworden ist er vor allem mit Sachbüchern und Aufsätzen über Literaturhistorie und Sprachtheorie. Sein 1925 verlegtes Buch Goethe und die Juden wurde vom liberalen Bürgertum begeistert aufgenommen, konnte jedoch den sich Bahn brechenden Antisemitismus der Gesamtgesellschaft nicht eindämmen. Sein Frühwerk Der Kampf um die Sprache wird auch in den 2000er-Jahren weiterhin aufgelegt.
Teweles gehörte verschiedenen Vereinen an; bei der Concordia, dem Verein deutscher Schriftsteller und Künstler in Böhmen, war er Vizepräsident. Der Tod ereilte ihn während eines Besuchs bei einem befreundeten Großindustriellen in Niederösterreich. Allein in seinem Zimmer ruhend, erlitt er einen Schlaganfall. Die Nachfahren in direkter Linie sind: N. O. Scarpi, der bei Max Reinhardt zum Theaterregisseur ausgebildet wurde, der Publizist und Literaturkritiker François Bondy und (der Urenkel) Luc Bondy, ebenfalls Regisseur.

## Bühnenwerke
- 1881: Die Schauspielerin
- 1886: Eherecht
- 1887: Schule der Frauen
- 1888: Der Ring des Polykrates (nach Friedrich Schiller)
- 1889: Die Gesellschafterin
- 1891: Der hundertste Geburtstag
- 1893: Mein Papa
- 1894: Johann Strauss
- 1895: Demetrius (nach Friedrich Hebbel)
- 1898: Der Volksfreund

## Schriften
- 1884: Der Kampf um die Sprache. Linguistische Plaudereien (C. Reißner, Leipzig)
- 1885: Die Armen. Kleine Romane (C. Reißner, Leipzig)
- 1886: Presse und Staat. Eine Untersuchung (D. Kuh, Prag)
- 1893: Ida Boy-Ed (Originalveröffentlichung ohne Verlagsangabe; auch in: Nord und Süd. Eine deutsche Monatsschrift, 70. Band, S. Schottländer/Schlesische Verlags-Anstalt, Breslau 1894)
- 1894: Prager Dichterbuch (Friedrich Ehrlichs Buchhandlung, Prag)
- 1899: Beitrag zur Goethefeier in Prag (A. Haase, Prag)
- 1910: Das Romanschiff. Heitere Liebesgeschichten (Concordia Deutsche Verlags-Anstalt, Berlin)
- 1918: Der Roman Goethes. Vortrag zur Eröffnung der vom Prager Tagblatt veranstalteten Vortragsreihe zum Besten der hungernden Kinder in Nordböhmen am 17. April 1918 im Hotel Central in Prag (Verlag des Prager Tagblatt, Prag)
- 1920: Wenn die Schwalben heimwärts ziehen. Ein Gedenkblatt für Karl Herloßsohn (Selbstverlag, Prag)
- 1922: Erinnerungen an Josef Willomitzer (Selbstverlag, Prag)
- 1923: Goethes erstes Mädchen. Nach des Dichters Briefen und Gedichten (Wila-Verlags A.G., Wien)
- 1925: Literatur- und Bücherfreundliches. An August Sauer zum siebzigsten Geburtstage 12. Oktober 1925 (A. Haase, Prag)
- 1925: Goethe und die Juden (W. Gente, Hamburg)
- 1927: Theater und Publikum. Erinnerungen und Erfahrungen (Gesellschaft Deutscher Bücherfreunde in Böhmen, Prag)
- 1927: Zwanzig Blätter … Aus dem Tagebuch einer Frau (Köhler & Amelang, Leipzig)